# Segovia Futsal
Il Segovia Futsal è una società spagnola di calcio a 5 con sede a Segovia.

## Storia
Fondata nel 1979 come Horno de San Millán, è tra le società più antiche del calcio a 5 spagnolo. A cavallo del terzo millennio il Segovia è stato protagonista di un ciclo vittorioso iniziato con la conquista del campionato nazionale del 1999 bissato dalla coppa nazionale e dalla supercoppa. Nella stagione successiva ha vinto nuovamente la supercoppa di Spagna e l'European Champions Tournament. Nella stagione 2000-01 ha vinto la Coppa Intercontinentale a Mosca grazie alla vittoria per 3-2 sull'Atletico Mineiro; nello stesso anno si è assicurato il suo ultimo trofeo, cioè la Supercoppa di Spagna battendo l'ElPozo Murcia Turística.
Nei campionati successivi ha ottenuto due qualificazioni ai play-off, poi la parabola discendente l'ha vista esclusa dalla fase a scontri diretti nel 2003-04 dove è tornata nel 2006-07 uscendo al primo turno. La sua miglior prestazione, nella seconda parte degli anni 2000, è stata durante la stagione 2008-09 con l'approdo ai play-off come settima classificata, dando battaglia ai campioni uscenti dell'Inter. Nella stagione 2009-10 ha ingaggiato il tecnico Jesús Velasco, reduce dalle stagioni italiane che gli hanno fruttato sei scudetti in dieci stagioni.

## Stagione 2011/12
(Aggiornato al 9 di novembre del 2011)
| Numero | Nome         | Nome completo                | Posizione | Luogo di nascita               | Età  | Club precedente      | Arrivo |
| 1      | Gonzalo      | Gonzalo Ramos Pérez          | Portiere  | Madrid (Spagna)                | 1992 | Móstoles FS          | 2011   |
| 2      | David        | Francisco David Ruiz Serrato | Pivot     | Malaga (Spagna)                | 1990 | Cantera Caja Segovia | 2008   |
| 3      | Borja Blanco | Borja Blanco                 | Laterale  | Madrid (Spagna)                | 1984 | Inter Movistar       | 2011   |
| 4      | Tobe         | Roberto Tobe                 | Difensore | Madrid (Spagna)                | 1984 | Olías del Rey FS     | 2004   |
| 5      | Víctor       | Víctor Páez Matey            | Pivot     | Madrid (Spagna)                | 1992 | Rivas Atlantis       | 2011   |
| 6      | Murga        | Jesús Murga Grosso           | Difensore | Cadice (Spagna)                | 1992 | Lanzarote Tías Yaiza | 2011   |
| 7      | Antoñito     | Antonio García Sierra        | Laterale  | Madrid (Spagna)                | 1990 | Móstoles FS          | 2009   |
| 9      | Borja        | Borja Díaz                   | Laterale  | Madrid (Spagna)                | 1992 | Carnicer Torrejón    | 2010   |
| 10     | Sergio       | Sergio González Jiménez      | Laterale  | Madrid (Spagna)                | 1984 | FS Zamora            | 2010   |
| 11     | Hicham       | Hicham Cheham                | Pivot     | Azlaf (Marocco)                | 1992 | Rivas Atlantis       | 2011   |
| 12     | Cidao        | Alcides Pereira da Silva     | portiere  | San Paolo (Brasile)            | 1980 | Minas Gerais         | 2005   |
| 14     | Fabián       | Fabián Robledo               | Difensore | Madrid (Spagna)                | 1981 | Reale Cartagena      | 2011   |
| 15     | Kristjan     | Kristjan Čujec               | Laterale  | Sempeter Pri Giorci (Slovenia) | 1988 | KMN Puntar           | 2011   |

- Allenatore: Jesús Velasco Tejada

## Palmarès
- 1 Campionato Spagnolo (1998-1999)
- 3 Coppe di Spagna (1997-1998, 1998-1999, 1999-2000)
- 3 Supercoppe di Spagna (1998, 1999, 2000)
- 1 Coppa del Mondo per Club (2000)
- 1 European Champions Tournament (1999-2000)